# Lawrence Summers
Lawrence Henry Summers, född 30 november 1954 i New Haven i Connecticut, är en amerikansk nationalekonom och demokratisk politiker. Han är professor vid Harvard University samt var USA:s finansminister 1999–2001 och rektor vid Harvard University 2001–2006.
Summer föddes i en judisk familj i Connecticut (släktingarna var östeuropeiska immigranter). Både hans farbror Paul Samuelson och morbror Kenneth Arrow är nobelpristagare i nationalekonomi. Även båda föräldrarna är nationalekonomer. Han är uppvuxen i Pennsylvania, där föräldrarna var verksamma som professorer vid University of Pennsylvania. Summers avlade 1975 grundexamen vid Massachusetts Institute of Technology och 1982 avlade han doktorsexamen i nationalekonomi vid Harvard University. Vid 28 års ålder blev han professor vid Harvard.
Summers har tre barn från första äktenskapet med Victoria Perry: enäggstvillingdöttrarna Pamela och Ruth samt sonen Harry. Han gifte om sig 2005 med litteraturvetaren Elisa New, som är professor vid Harvard.
Summers arbetade 1991–1993 som chefsekonom vid Världsbanken och senare i olika befattningar vid USA:s finansdepartement under president Bill Clinton. Han var finansminister i ett och ett halvt år och återvände därefter till Harvard som universitetets rektor. 
Under sin tid som rektor vid Harvard försökte Summers reformera och effektivisera det välkända universitet, bland annat genom att motverka betygsinflation och uppmunta till högre forskningsproduktivitet. Detta ledde till viss friktion med andra professorer. Han är även en stark förespråkare av frihandel och globalisering; hans åsikter uppfattades som kontroversiella vid Harvard när han var rektor. I ett tal kommenterade han vidare ämnet kön och intelligens. Han spekulerade i att även om män och kvinnor har samma genomsnittliga intelligens, kan män ha större spridning, vilket skulle leda till att män blir överrepresenterade både bland dem med mycket låg och mycket hög intelligens. Detta skulle, enligt Summers, kunna bidra till att män är i majoritet bland framstående forskare. Detta uttalande uppfattades som ytterst kontroversiellt och bidrog till att han fick avgå i förtid som rektor.